# Marian Górny
Marian Górny (ur. 1946 w Wągrowcu,  zm. 27 grudnia 2023) – polski działacz i urzędnik samorządowy, nauczyciel, w latach 1983–1990 prezydent Gniezna.

## Życiorys
Urodził się w rodzinie o tradycjach urzędniczych, jego ojciec był burmistrzem. W młodości grał w piłkę ręczną w wągrowieckich i gnieźnieńskich drużynach sportowych. Absolwent Uniwersytetu im. Adama Mickiewicza w Poznaniu. Pracował jako nauczyciel, przez trzy lata kierował Szkołą Podstawową w Pyszczynie. W 1970 roku został kierownikiem Powiatowego i Miejskiego Społecznego Komitetu Budowy Szkół i Internatów. Od 1971 roku wizytator Wydziału Oświaty i Wychowania Prezydium Powiatowej Rady Narodowej. Jednocześnie zajmował się działalnością kulturalną i sportową, m.in. przez kilka lat trenował piłkarzy Startu Gniezno. W roku 1977 został dyrektorem Miejskiego Ośrodka Kultury w Gnieźnie. W 1982 objął stanowisko zastępcy prezydenta Gniezna odpowiedzialnego za gospodarkę komunalną, budownictwo, oświatę, kulturę i sport. W sierpniu 1983 powołany na stanowisko prezydenta miasta, które zajmował do maja 1990. W kolejnych latach zatrudniony w firmie produkcyjno-handlowej, a także jako kierownik placówki bankowej. W 2011 przeszedł na emeryturę, poświęcając się fotografii oraz malarstwu. 
Zmarł 27 grudnia 2023 w wieku 77 lat. 3 stycznia 2024 urna z jego prochami  została złożona na cmentarzu św. Krzyża w Gnieźnie.
Odznaczony m.in. Odznaką „Zasłużony Działacz Kultury”.